# جورج فير
جورج فير (بالإنجليزية: George Fair)‏ هو لاعب كرة قاعدة أمريكي، ولد في 13 يناير 1856 في بوسطن في الولايات المتحدة، وتوفي في 12 فبراير 1939 في Roslindale ‏ في الولايات المتحدة.